# Niente da perdere (Ridillo)
Niente da perdere è un singolo del gruppo musicale italiano Ridillo, pubblicato il 25 settembre 2018.
Composto da Daniele Benati e Alan Iotti, è il quarto estratto dall'album Pronti, Funky, Via!. A dicembre viene pubblicato un videoclip per la regia di Alberto Rizzi.

## Tracce

### download digitale
1. Niente da perdere – 4:21